# Brian McDermott (acteur)
Pour les articles homonymes, voir McDermott.
Brian McDermott né le 23 juillet 1934 à Beckenham et mort le 5 novembre 2003 à St John's Wood est un acteur britannique.
Il fonde le Bush Theatre à Shepherd's Bush. Il achète le Prince Consort Theatre à Ryde.

## Filmographie sélective

### Cinéma
- 1961 : Les Gangsters (Payroll) de Sidney Hayers : Brent
- 2003 : Inspecteur Gadget 2 (Inspector Gadget 2) : M. Morgan
- 2003 : The Pact (en) : Juge

### Télévision
- 1958 :Starr and Company (en) : Tom Turner
- 1963 :Walter and Connie : Walter
- 1965 :Walter and Connie Reporting : Walter
- 1969 :Big Breadwinner Hog (en) : Greenwood

## Théâtre

### Acteur
- 1972 : L'obsédé (en) (The Collector)
- 1976 : La Souricière (The Mousetrap) : Detective Sergeant Trotter
- 1991 : The Adolf Hitler Show (one-man-show) : Adolf Hitler

### Adaptateur
- 1972 : L'obsédé (en) (The Collector)[3].